# (37297) 2001 BQ77
(37297) 2001 BQ77 est un astéroïde troyen de Jupiter de 26,879 km de diamètre découvert en 2001.

## Description
(37297) 2001 BQ77 a été découvert le 26 janvier 2001 à l'observatoire du Haleakalā, un centre de recherche astronomique américain faisant partie de l'Institut d'astronomie de l'Université de Hawaï situé au sommet du volcan Haleakalā sur l'île de Maui, par le programme Near Earth Asteroid Tracking (NEAT).

### Caractéristiques orbitales
L'orbite de cet astéroïde est caractérisée par un demi-grand axe de 5,24 ua, un périhélie de 4,84 ua, une excentricité de 0,08 et une inclinaison de 20,76° par rapport à l'écliptique. Du fait de ces caractéristiques, à savoir un demi-grand axe compris entre 4,6 et 5,5 ua et un périhélie inférieur à 0,3 ua, il est classé, selon la JPL Small-Body Database, astéroïde troyen de Jupiter du camp troyen. Il est situé au point de Lagrange L4 du système Soleil-Jupiter.

### Caractéristiques physiques
(37297) 2001 BQ77 a une magnitude absolue (H) de 11,5 et un albédo estimé à 0,061, ce qui permet de calculer un diamètre de 26,879 km. Ces résultats ont été obtenus grâce aux observations du Wide-Field Infrared Survey Explorer (WISE), un télescope spatial américain mis en orbite en 2009 et observant l'ensemble du ciel dans l'infrarouge, et publiés en 2012 dans un article regroupant les caractéristiques de 478 astéroïdes troyens,.